# Schizoprymnus edentulus
Schizoprymnus edentulus är en stekelart som först beskrevs av Gyöö Viktor Szépligeti 1901.  Schizoprymnus edentulus ingår i släktet Schizoprymnus och familjen bracksteklar. Inga underarter finns listade i Catalogue of Life.